# Tetranychus bengali
Tetranychus bengali är en spindeldjursart som beskrevs av McGregor 1960. Tetranychus bengali ingår i släktet Tetranychus och familjen Tetranychidae. Inga underarter finns listade i Catalogue of Life.